# Tharcisse Renzaho
Tharcisse Renzaho (nascut el 17 de juliol de 1944) és un militar ruandès, antic polític i criminal de guerra. És més conegut pel seu paper en el genocidi ruandès.
Renzaho va néixer al sector de Gaseta de la comuna de Kigarama, a la prefectura de Kibungo. Va estudiar enginyeria militar en diverses acadèmies a Alemanya, França i Bèlgica. Després de tornar a Ruanda, va aconseguir el rang de coronel a les Forces Armades Ruandeses.
El 1990 entra a la política. Hutu ètnic, formava part del partit Moviment Republicà Nacional per la Democràcia i el Desenvolupament de Juvénal Habyarimana. Va ser governador de la prefectura de Kigali i president del Comitè de Defensa Civil de Kigali.
Segons el fiscal del Tribunal Penal Internacional per a Ruanda, es considera que Renzaho ha contribuït al genocidi de nombroses maneres entre el 7 d'abril i el juliol de 1994, inclòs l'exercici de la seva autoritat per establir barreres per a la intercepció i l'assassinat de tutsi, acomiadant els regidors que es van oposar al genocidi, ordenant personalment la detenció i assassinat de yutsis, equipant genocidrs amb fusells AK-47 i ordenant l'assassinat del periodista André Kameya.
Després del col·lapse del govern provisional i la victòria del Front Patriòtic Ruandès (FPR), Renzaho va fugir a Zaire. Va ser arrestat el 26 de setembre de 2002 a la República Democràtica del Congo i el 29 de setembre va ser entregat al TPIR.
El 14 de juliol de 2009, els Tribunal de Crims de Guerra de l'ONU a Arusha, Tanzània van condemnar Renzaho a presó perpètua. L'advocat de Renzaho, François Cantier, va dir que planejava apel·lar la decisió. L'1 d'abril de 2011 la Cambra d'Apel·lació va confirmar la sentència de Renzaho.